# El Far d'Empordà
El Far d'Empordà är en kommun i Spanien.   Den ligger i provinsen Província de Girona och regionen Katalonien, i den östra delen av landet, 600 km öster om huvudstaden Madrid. Antalet invånare är 555. Arean är 9,0 kvadratkilometer. El Far d'Empordà gränsar till Figueres, Vila-sacra, Fortià, Vilamalla och Santa Llogaia d'Àlguema. 
Terrängen i El Far d'Empordà är mycket platt.